# Boudrac
Boudrac település Franciaországban, Haute-Garonne megyében. Lakosainak száma 149 fő (2022. január 1.). Boudrac Bazordan, Monléon-Magnoac, Uglas, Balesta, Cazaril-Tambourès, Lécussan és Arné községekkel határos.

## Népesség
A település népességének változása:
| Lakosok száma | 148  | 144  | 126  | 107  | 137  | 139  | 144  | 147  | 147  | 149  |
|               | 1968 | 1982 | 1990 | 2006 | 2013 | 2015 | 2017 | 2019 | 2020 | 2022 |